# Dolina Barboriná

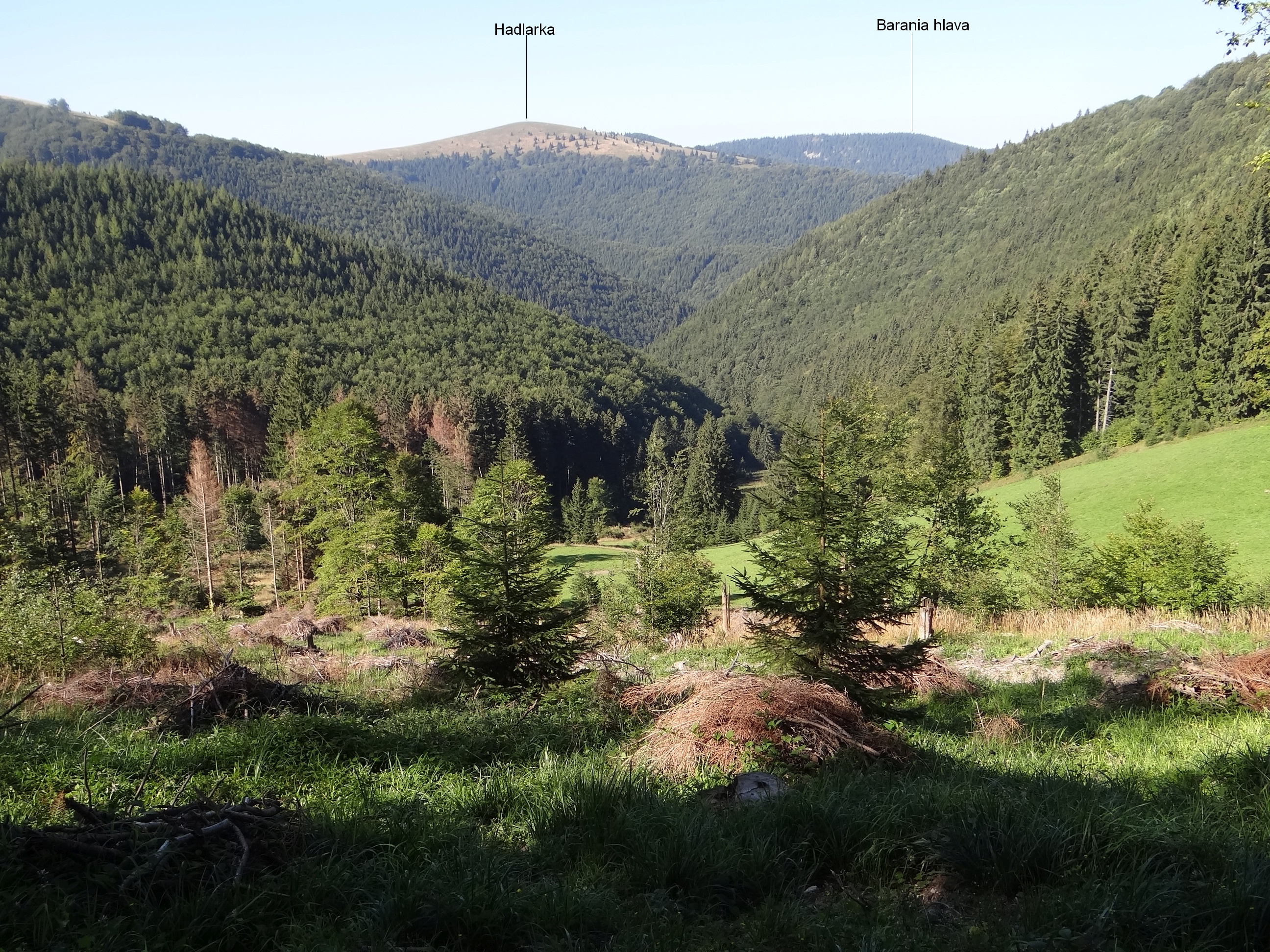
Widok z niebieskiego szlaku na odcinku Sedlo pod Babou – Przełęcz Hiadelska

Dolina Barboriná – boczne, orograficznie prawe odgałęzienie Doliny Korytnickiej (Korytnická dolina) na Słowacji. Opada z Przełęczy Hiadelskiej (1099 m) w kierunku północno-zachodnim i uchodzi do Doliny Korytnickiej na wysokości około 770 m. Znajduje się na granicy dwóch pasm górskich. Spływający jej dnem Barborinský potok tworzy granicę między Starohorskimi Wierchami i Niżnymi Tatrami. Lewe stoki doliny Barboriná tworzą należące do Starohorskich Wierchów szczyty Kozí chrbat (1330 m) i Hadliarka (1211 m), prawe Prašivá (1652 m) i Baba (1120 m).
Stoki doliny Barboriná są porośnięte lasem, na dnie doliny znajdują się w niektórych miejscach polany. Dnem doliny lub dolną częścią jej stoków prowadzi linia elektryczna wysokiego napięcia (110 kV).